# Jugon-les-Lacs
Jugon-les-Lacs (vor 2024 Jugon-les-Lacs - Commune nouvelle; bretonisch Lanyugon) ist eine französische Gemeinde mit 2528 Einwohnern (Stand: 1. Januar 2022) im Département Côtes-d’Armor in der Region Bretagne. Sie gehört zum Arrondissement Saint-Brieuc und zum Kanton Plénée-Jugon. Die Bewohner werden Jugonnais und Jugonnaises genannt.
Sie entstand mit Wirkung vom 1. Januar 2016 als Commune nouvelle durch Zusammenlegung der bis dahin selbstständigen Gemeinden Jugon-les-Lacs und Dolo, die fortan den Status von Communes déléguées besitzen. Der Verwaltungssitz befindet sich in Jugon-les-Lacs.
Die Gemeinde erhielt 2022 die Auszeichnung „Drei Blumen“, die vom Conseil national des villes et villages fleuris (CNVVF) im Rahmen des jährlichen Wettbewerbs der blumengeschmückten Städte und Dörfer verliehen wird.

Verkehrszeichen
Village étape

Die Gemeinde erhielt 2018 die Auszeichnung Village étape.

## Gemeindegliederung
| Ortsteil                           | ehemaliger INSEE-Code | Fläche (km²) | Höhenlage (m) | Einwohnerzahl (2022) |
| ---------------------------------- | --------------------- | ------------ | ------------- | -------------------- |
| Dolo                               | 22051                 | 11,88        | 27–94         | 0706                 |
| Jugon-les-Lacs (Verwaltungssitz)00 | 22084                 | 26,15        | 17–116        | 1.822                |

## Geografie
Jugon-les-Lacs liegt etwa 35 Kilometer südöstlich von Saint-Brieuc und rund 35 Kilometer südwestlich von Saint-Malo in der Osthälfte des Départements Côtes-d’Armor.

## Bevölkerung

### Bevölkerungsentwicklung für die gesamte Commune nouvelle
| Jahr                                           | 2006  | 2007  | 2008  | 2009  | 2010  | 2011  | 2012  | 2013  | 2014  | 2015  | 2016  |
| Einwohner00                                    | 2.057 | 2.129 | 2.190 | 2.263 | 2.337 | 2.415 | 2.470 | 2.489 | 2.485 | 2.481 | 2.485 |
| Quelle:INSEE; Total der bisherigen 2 Gemeinden |       |       |       |       |       |       |       |       |       |       |       |

### Bevölkerungsentwicklung für die beiden Ortsteile
| Gemeinde                  | Einwohnerzahlen (Census) |       |       |       |       |       |       |       |       |       |       |
| Gemeinde                  | 1962                     | 1968  | 1975  | 1982  | 1990  | 1999  | 2006  | 2008  | 2011  | 2013  | 2016  |
| ------------------------- | ------------------------ | ----- | ----- | ----- | ----- | ----- | ----- | ----- | ----- | ----- | ----- |
| Dolo                      | 595                      | 513   | 518   | 480   | 467   | 426   | 513   | 554   | 632   | 672   | 674   |
| Jugon-les-Lacs            | 389                      | 415   | 1.292 | 1.351 | 1.283 | 1.348 | 1.544 | 1.636 | 1.783 | 1.817 | 1.811 |
| Jugon-les-Lacs            | .0984                    | .0928 | 1.810 | 1.831 | 1.750 | 1.774 | 2.057 | 2.190 | 2.415 | 2.489 | 2.485 |
| Quelle: Cassini und INSEE |                          |       |       |       |       |       |       |       |       |       |       |

Die (Gesamt-)Einwohnerzahlen der Gemeinde Jugon-les-Lacs wurden durch Addition der bis Ende 2015 selbständigen Gemeinden ermittelt.

## Sehenswürdigkeiten
| Name                               | Ort            | Bemerkungen                                                                                   | Bild |
| ---------------------------------- | -------------- | --------------------------------------------------------------------------------------------- | ---- |
| Kirche Notre-Dame et Saint-Etienne | Jugon-les-Lacs | 16. Jahrhundert, seit 1926 als Monument historique eingeschrieben                             |      |
| Kirche Saint-Ignace                | Jugon-les-Lacs |                                                                                               |      |
| Kreuz                              | Jugon-les-Lacs | 18. Jahrhundert, seit 1926 als Monument historique eingeschrieben                             |      |
| Ehemaliges Hotel Savoy             | Jugon-les-Lacs | 14. und 15. Jahrhundert, Fassaden und Dächer seit 1974 als Monument historique eingeschrieben |      |
| Herrenhaus Longeril                | Jugon-les-Lacs |                                                                                               |      |
| Pfarrkirche Saint-Lezin            | Dolo           | Erbaut 1893                                                                                   |      |
| Herrenhaus Lou                     | Dolo           | 12. Jahrhundert                                                                               |      |

## Gemeindepartnerschaften
Die neue Gemeinde ist, wie zuvor schon Jugon-les-Lacs mit der deutschen Gemeinde Lenzkirch im Hochschwarzwald (Baden-Württemberg) verschwistert.